# Drilosfera
La drilosfera es la zona del suelo influenciada por la acción de las lombrices. Suele considerarse que comprende los túneles realizados por las lombrices en el suelo y la porción de suelo en los dos milímetros circundantes a los mismos.
Para visualizar la importancia de la influencia de las lombrices en el suelo y, por tanto, la importancia de la drilosfera pueden ponerse en evidencia algunos datos medios como:
- se calcula que 1000 kg de lombrices mueven aproximadamente 250 t de suelo al año;
- el moco producido por las lombrices, rico en mucoproteinas y glúcidos se calcula en 100 kg de moco por ha y año;
- la orina producida por las lombrices, rica en urea y amoniaco, se calcula entre 18 y 50 kg por ha y año;
- los cadáveres de las lombrices en el suelo aportan a este entre 100 y 225 kg de N por ha y año.

En la drilosfera, por sus características diferencias frente al resto del suelo. Su mayor riqueza y particular estructura se localizan un gran porcentaje de los microorganismos del suelo: 40% de los microorganismos nitrificantes, 13% de los fijadores de nitrógeno, 16% de los desnitrificantes.
Es tal la importancia de la drilosfera que incluso los edafólogos consideran la existencia de horizontes del suelo formados casi exclusivamente por el suelo movido por las lombrices y sus excrementos a los denominan horizontes vérmicos